# 가소사우루스
가소사우루스(Gasosaurus)는 중생대 쥐라기 중기, 오늘날 아시아 대륙에서 서식한 2족보행의 육식공룡이다. 화석은 중국의 사천성에서 발견되었다. 전체 몸 길이는 약 4m, 체중은 300kg정도 되었을 것으로 추정된다. 학명은 화석발견에 중국의 가스회사가 큰 공헌을 세워 유래된 것으로, "가스 도마뱀"이라는 뜻을 갖고 있다.